# Vergleyung
Vergleyung bezeichnet in der Bodenkunde die Umverteilung von Eisen und Mangan in Böden, die durch Grundwasser beeinflusst sind.  

## Vorgang
Bei semiterrestrischen Böden liegt oberflächennahes Grundwasser an. Dadurch kommt es zur Ausprägung Grundwasser-beeinflusster Horizonte (G-Horizonte). 
Die dauerhaft nassen Bereiche unterhalb des Grundwasserspiegels werden nicht belüftet. In diesem sauerstofffreien Milieu sind die allgemeinen Umgebungsbedingungen anaerob (Reduktionshorizont) und das im Boden häufige Eisen liegt als graues, reduziertes Eisen(II) vor. Eisen(II) ist leicht wasserlöslich und damit transportfähig. Andere Metalle wie gelöstes Mangan kommen ebenfalls vor, sind aber bei weitem nicht so wichtig. 
Durch Kapillarkräfte wird Grundwasser über die Feinporen des Bodens nach oben in belüftete Zonen gezogen, wie sich auch ein in Wasser gehaltenes Papier mit der Zeit vollsaugt. Mit dem Wasser werden auch gelöste, reduzierte Metalle wie das Eisen(II) aufwärts transportiert. Dort wird es, sobald der Kontakt mit Sauerstoff hergestellt ist, in oranges Eisen(III) (Rost) oxidiert, das schwer löslich ist und sofort ausfällt. Da die Feinporen als Transportwege dienen, sind sie wassergefüllt und reduzierend (grau). Die Grobporen enthalten dagegen Luft und sind oxidierend (orange). Es entsteht die typische Marmorierung des vergleyten Bodens. Manchmal kann sich oxidiertes Eisen im Übergang zur belüfteten Zone anreichern, so dass sich Raseneisenstein bildet. 
Neben Eisen wird auch Mangan verlagert. Da dieses leichter löslich ist, wird es auch weiter transportiert. So kommt es etwas oberhalb der Marmorierung zu schwarzen Manganoxidkonkretionen (Manganstippigkeit).

## Bodenklassen
Durch Vergleyung werden in erster Linie die Bodentypen der Klasse der Gleye definiert. Sie liegt ebenfalls in Marschen vor und beeinflusst in geringerem Maße auch Auen und Strände.

## Unterscheidung zur Pseudovergleyung
Liegt Haft- oder Stauwasser vor, so wird von Pseudovergleyung gesprochen (Bodenklasse Pseudogleye). Dabei laufen prinzipiell ähnliche Vorgänge ab, allerdings mit zwei wichtigen Unterschieden: 
- Es wird kein Reduktionshorizont ausgebildet.
- Die Marmorierung der Pseudogleye ist umgekehrt (Grobporen grau und Feinporen orange).